# Deckungswinkelmesser

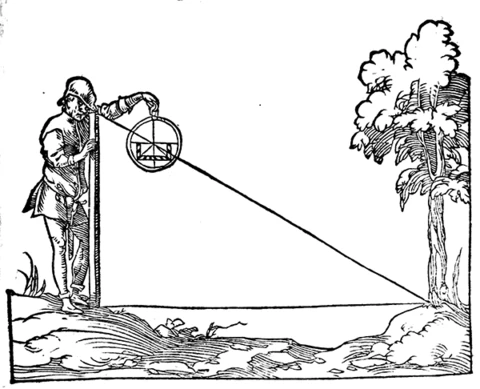
Streckenmesseung mit Neigungsmesser.

Untere Winkelgruppe

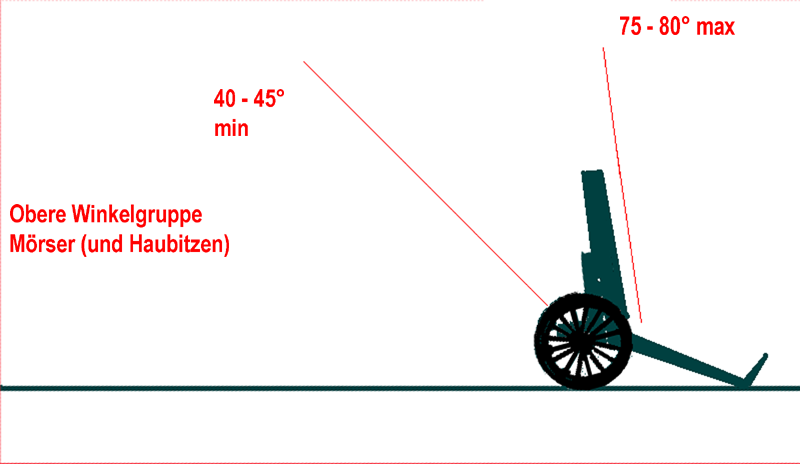
Obere Winkelgruppe

Geschossflugbahnen in der oberen und unteren Winkelgruppe

Mit dem Deckungswinkelmesser (englisch minimum range clinometer) werden Messungen im Gelände durchgeführt. Er dient zur Messung des Deckungswinkels (engl.: angle of clearance). Der Deckungswinkel beschreibt Winkel zwischen horizontaler Ziellinie und Überhöhung, was für das ausrichten von Geschützen bei der Artillerie und insbesondere für Haubitzen von Belang ist.

## Einsatzbereich
Der Deckungswinkelmesser kam hauptsächlich beim Militär zur Bestimmung der Winkelgruppe zum Einsatz.
Aufgrund des militärischen Haupteinsatzgebiets kam nicht die übliche 360 Grad Einteilung zur Anwendung, sondern der Artilleristischer Strich.
Hier wird der Vollkreis in 6400 mil unterteilt.
Über den Winkel kann bei bekannter Entfernung zum Messobjekt über den Tangens auch die Höhe bestimmt werden.
Andersherum kann bei bekannter Höhe grob die Entfernung bestimmt werden.

## Höhenmessung
Der Deckungwinkel ist ein sehr günstiges und genaues Instrument zur Bestimmung von Höhen. Durch eine Stricheinteilung in der Libelle des Deckungswinkelmessers erreicht man eine Winkelauflösung von ca. 0,6 Grad (mit Übung auch 0,3 Grad), was 10 bzw. 5 Strich entspricht. Der maximale positive und negative Messwinkel ist 500 mil was einem Kreiswinkel von jeweils 28,125 Grad entspricht. Dies führt dazu, dass das Messobjekt doppelt so weit entfernt sein muss, wie es hoch ist. 

## Fotos

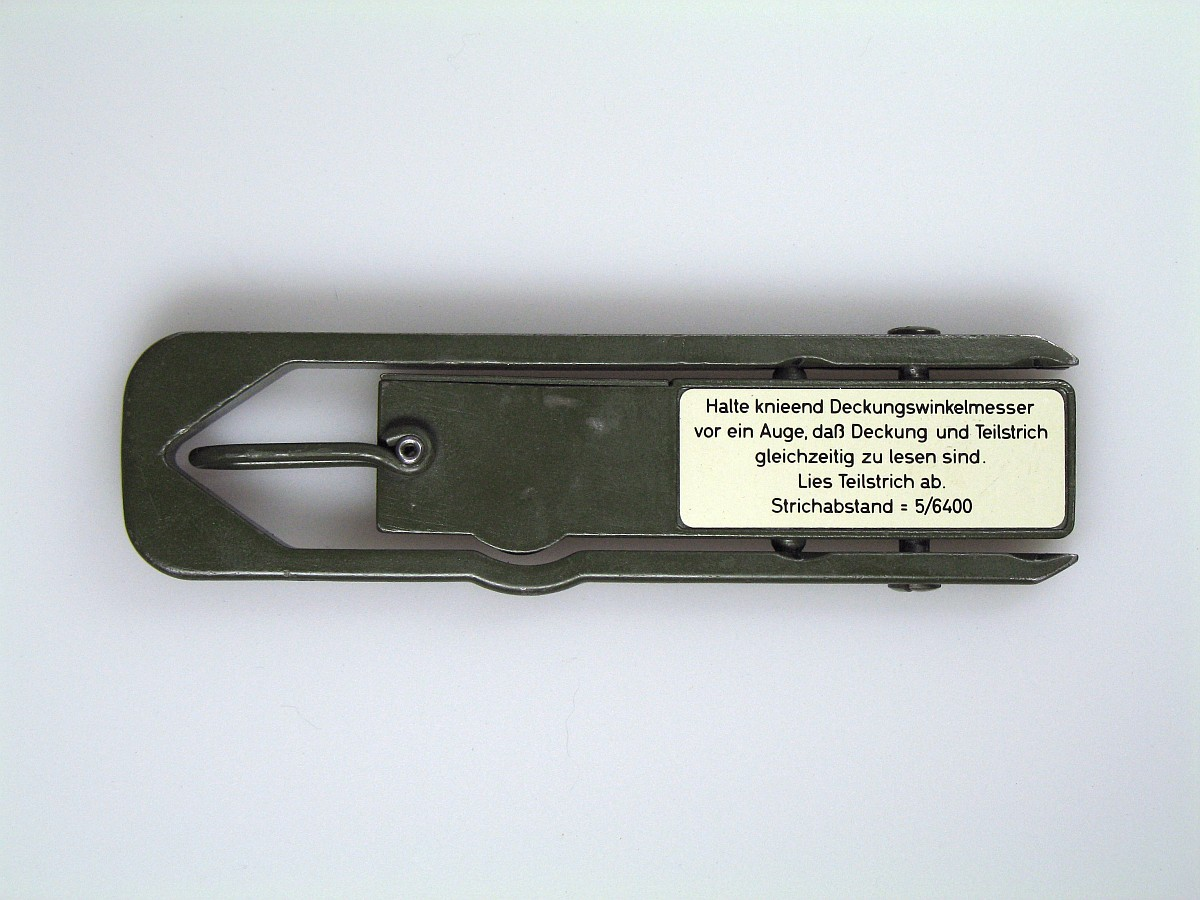
Deckungswinkelmesser mit Gebrauchsanleitung
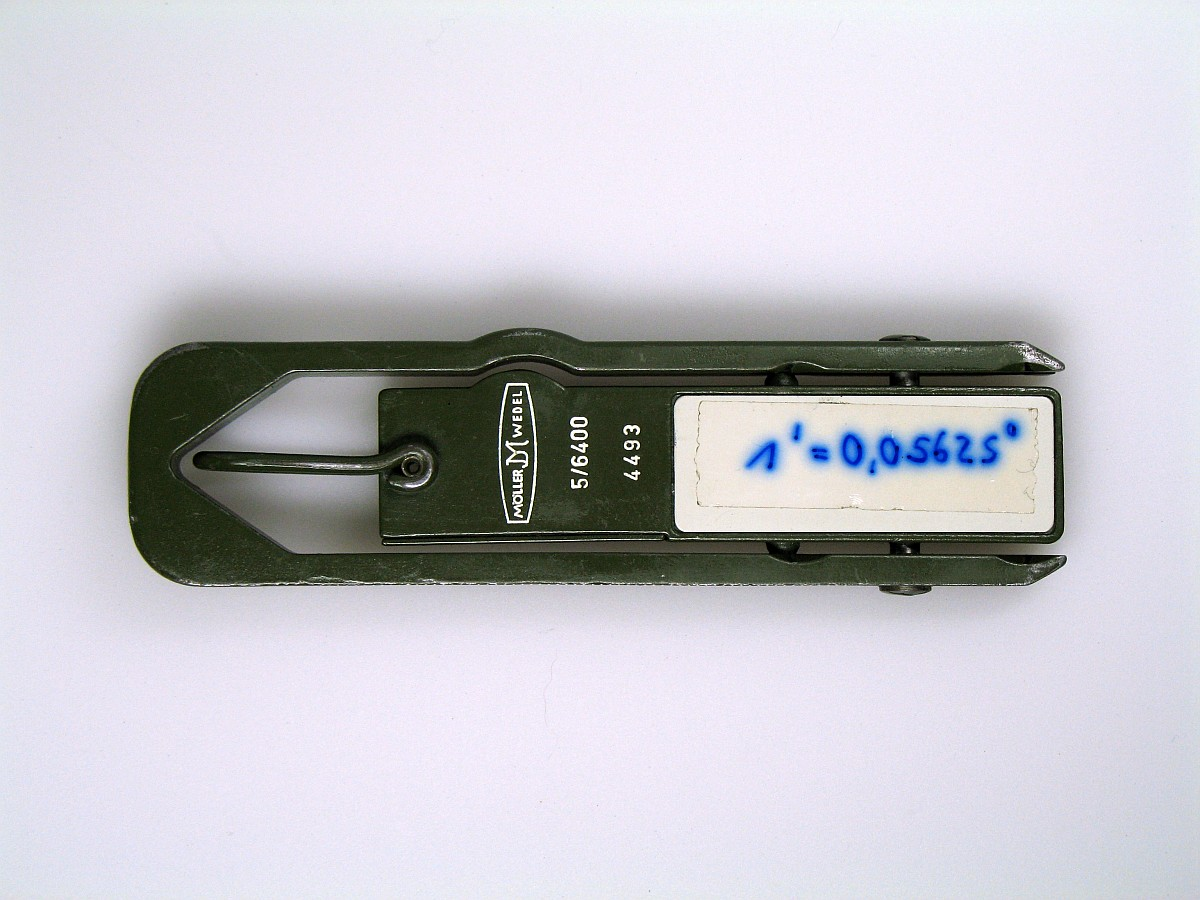
Deckungswinkelmesser andere Seite mit Herstellerbezeichnung
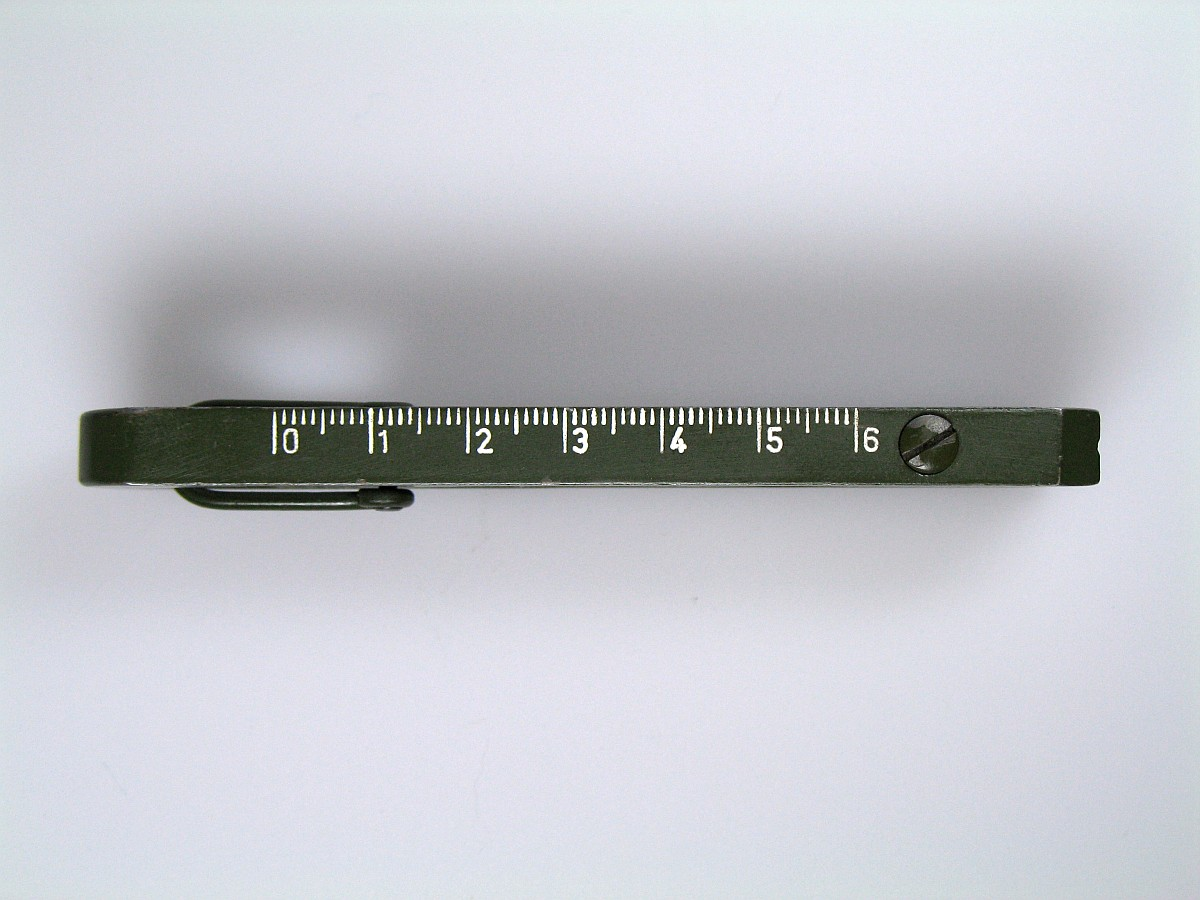
Deckungswinkelmesser schmale Seite mit metrischer Skalierung
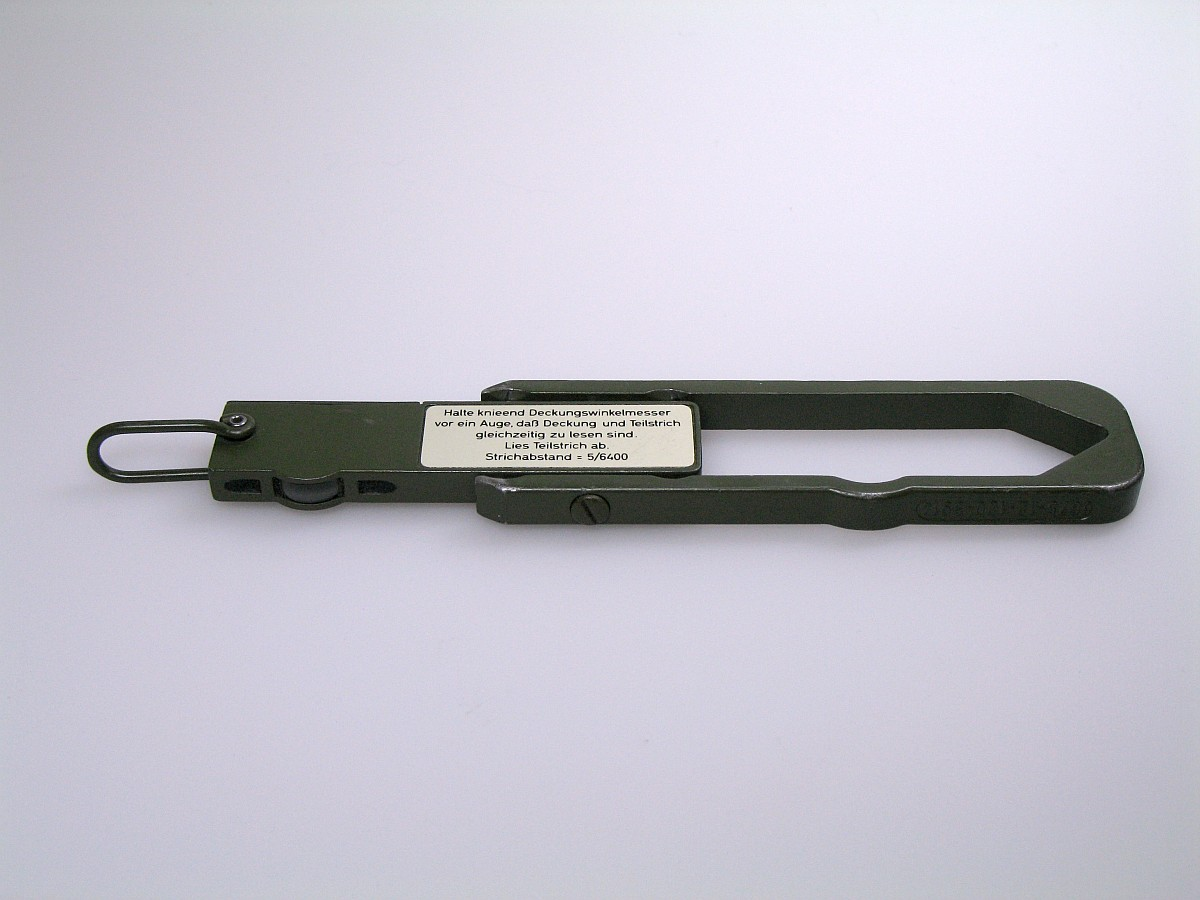
Deckungswinkelmesser aufgeklappt
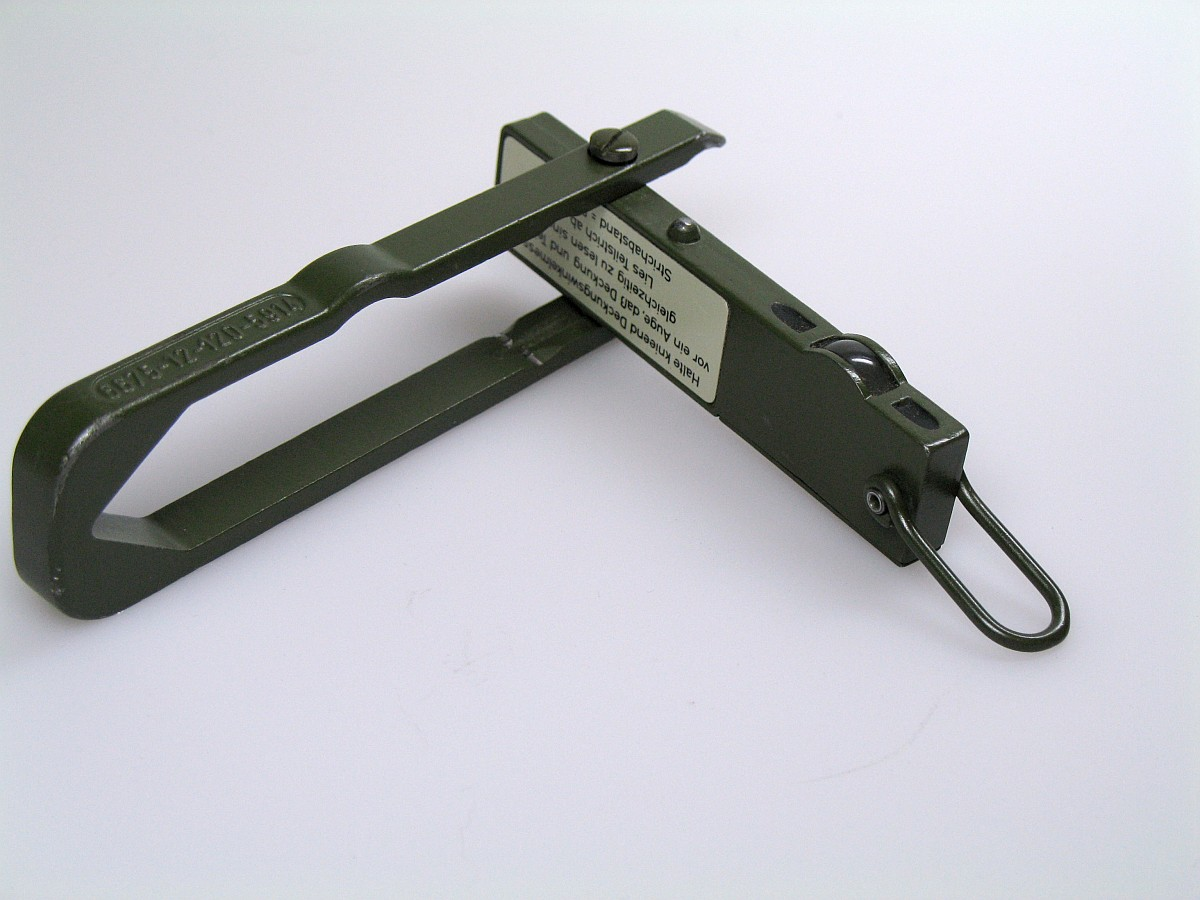
Deckungswinkelmesser entriegelt
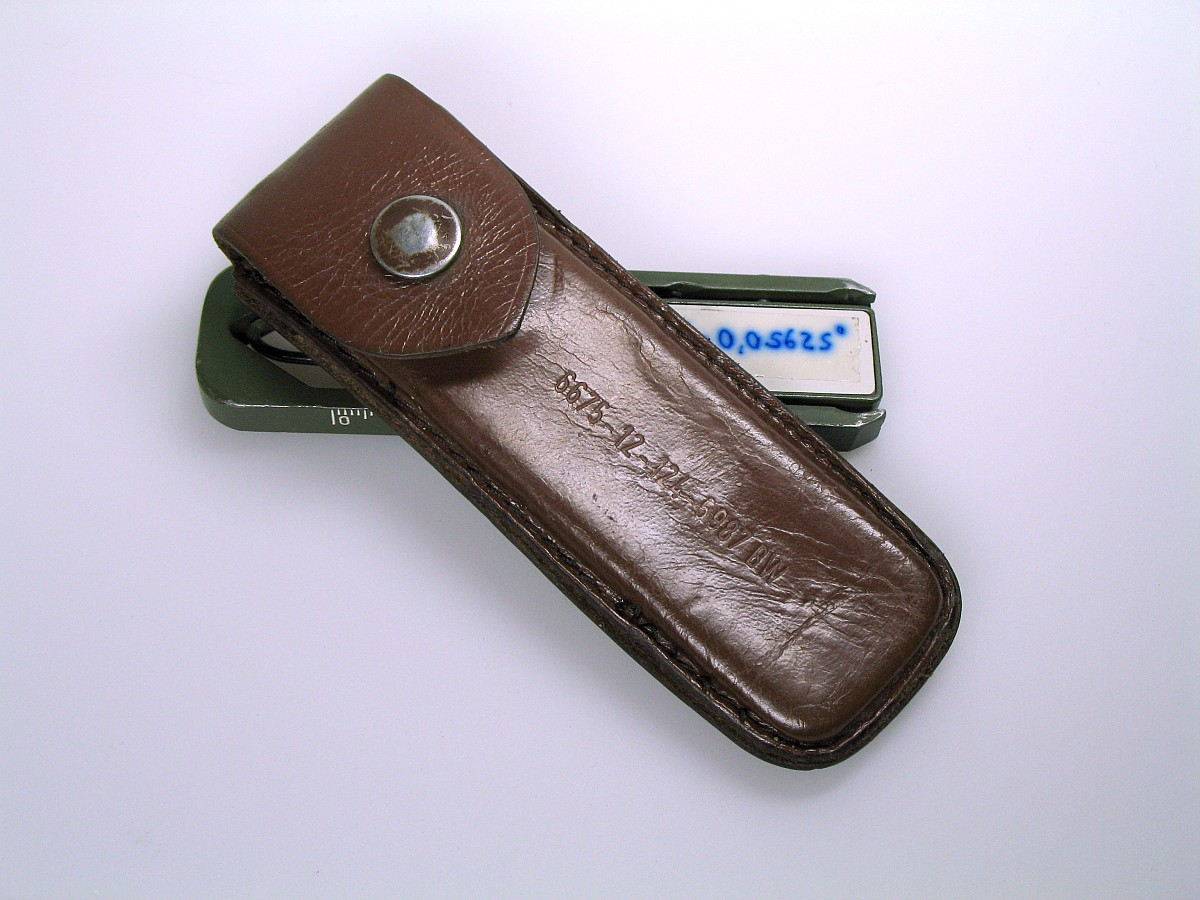
Deckungswinkelmesser mit Lederholster
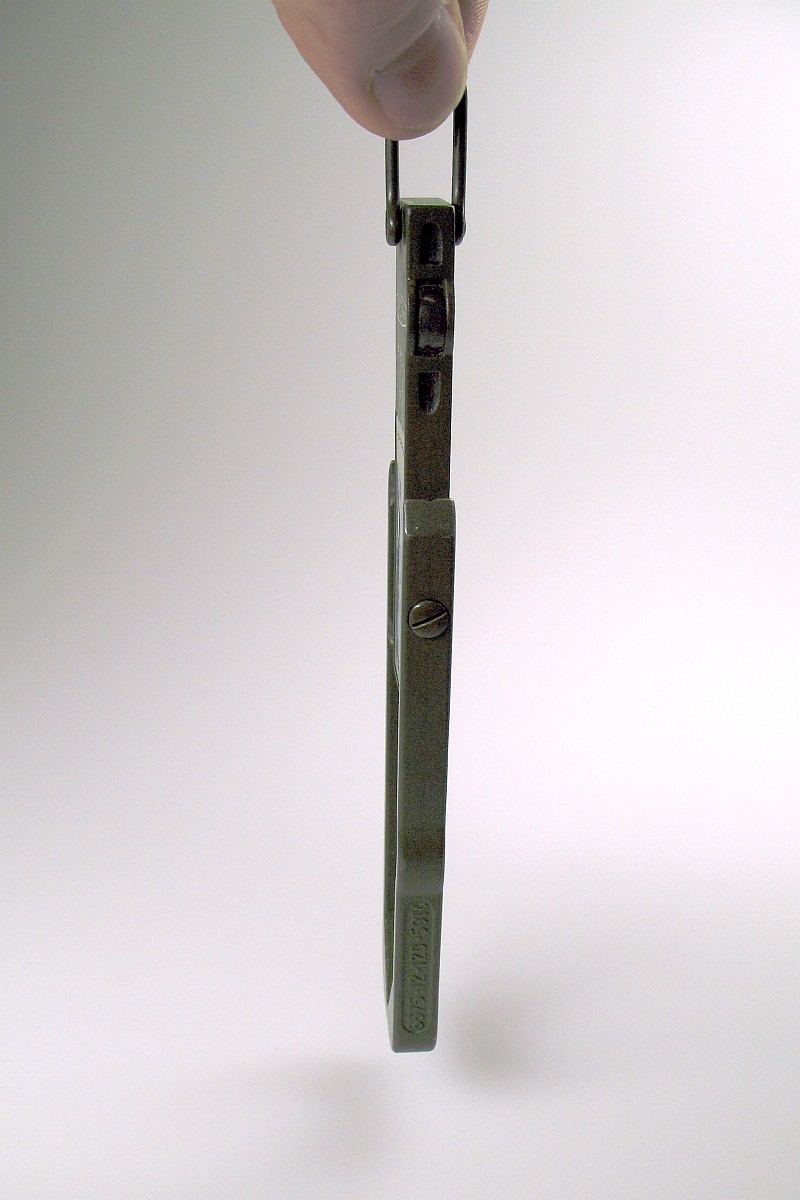
Deckungswinkelmesser in Anwendungshaltung
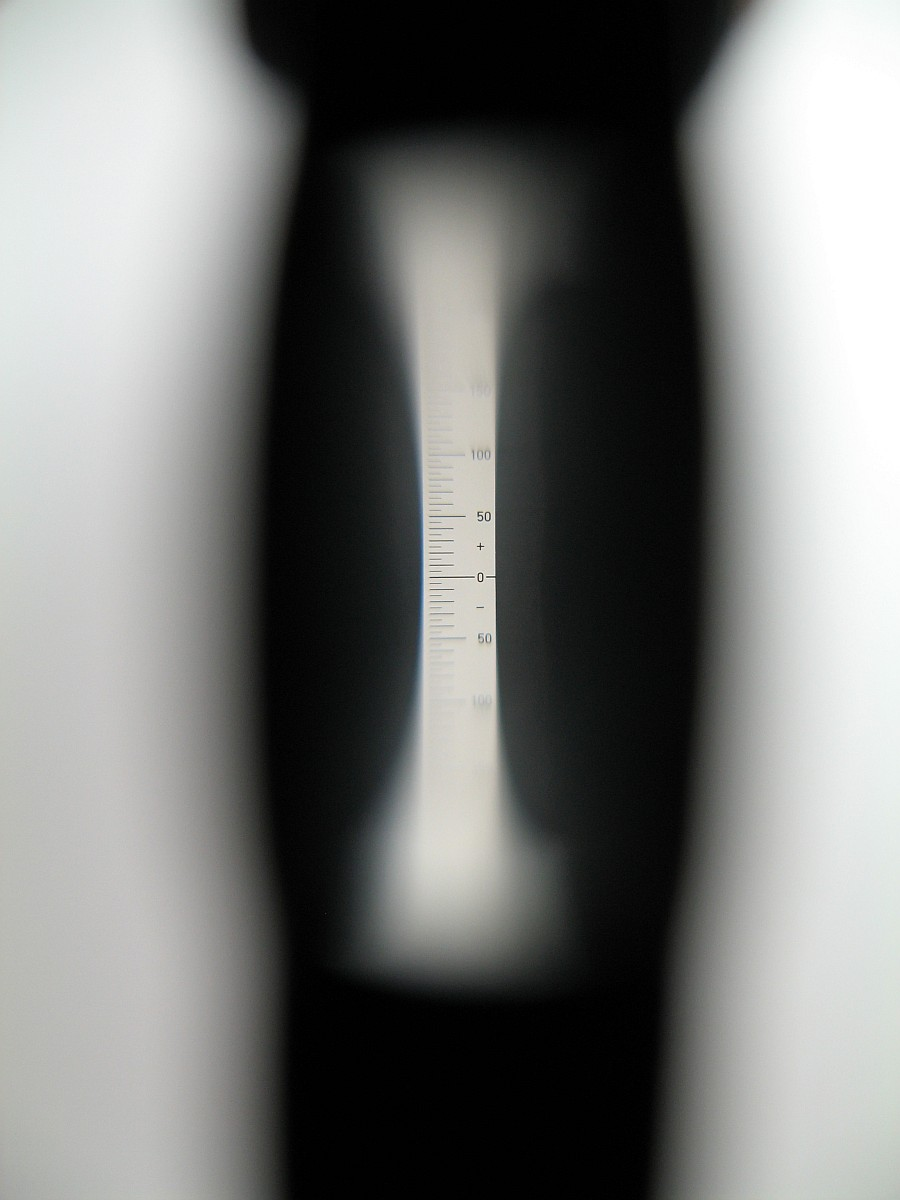
Libelle des Deckungswinkelmessers